# گمالائیل

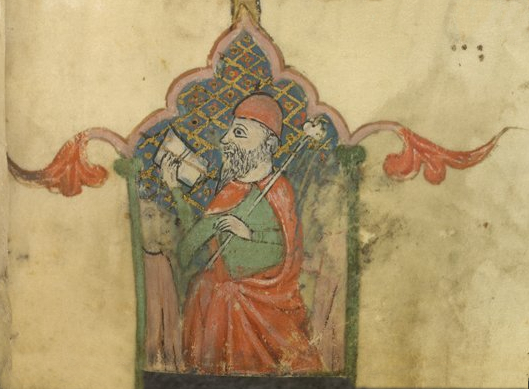
ربان گمالائیل نقاشی شده در یک نقاشی قرون وسطی

گمالائیل بزرگ یا غمالائیل☃☃(عبری :רַבַּן גַּמְלִיאֵל הַזָּקֵן; یونانی☃☃: Γαμαλιὴλ ὁ Πρεσβύτερος) یا ربان گمالائیل یکم , یک مقام از رهبران سنهدرین ، در  سده یکم(میلادی). او پسر شمعون بن هیلل و نوه معلم بزرگ یهودی، هیلل بزرگ، بود. او پدر شمعون بن گمالائیل بود که  نامش با نام پدر گمالائیل یکی بود، و یک دختر که با کاهنی به نام شمعون بن نتنائیل ازدواج کرد.
در سنت مسیحی، گمالائیل به عنوان یک معلم فریسی در شریعت یهود شناخته می‌شود.گمالائیل در فصل پنجم کتاب اعمال رسولان به عنوان عضوی از شورای عالی یهود و در اعمال رسولان 22:3 به عنوان معلم پولس رسول معرفی شده است.گمالائیل در اعمال رسولان باب 5 آیه 34، فریسیان دیگر را تشویق کرد تا نسبت به حواریون عیسی مدارا کنند.